# День вакфа в Иране
День вакфа (перс. روز وقف‎) — иранский праздник, ежегодно отмечающийся 27 сафара по календарю лунной хиджры. В связи с особенностями данного календаря, точная привязка к дате Григорианского календаря невозможна. В 2016 году праздник пришёлся на 27 ноября, в 2017 будет проводиться 17 ноября.

## Понятие вакфа
Вакф (араб. وقف‎, множ. اوقاف‎ — аукаф) — понятие в исламском праве, обозначающее акт передачи здания, земельного участка или другого имущества на религиозные или благотворительные цели. Пожертвованные средства могут храниться в специальном благотворительном фонде. Человек, совершивший вакф, называется вакиф (араб. واقف‎). Посвящающий свое имущество называется учредителем вакфа.
Термин «вакф» буквально обозначает «запрет», то есть запрет собственности переходить во владение другого хозяина. Юридический смысл вакфа, согласно имаму Абу Ханифе — это состояние определённого имущества в вакфе и передача прибыли или продуктов от данного имущества нуждающимся.

## История праздника
День вакфа был учрежден высшим руководителем ИРИ имамом Хомейни в первые дни после Исламской революции 1979 года. Высший руководитель назвал вакф доброй мусульманской традицией. После речи имама Хомейни департамент общественной культуры и Министерство культуры и исламской ориентации Ирана выбрали день для проведения данного праздника.
Днем вакфа стало 27 сафара. Этот день был выбран по следующим причинам:
1.	Однажды иудей-богослов Мухайрик, желавший принять ислам, подарил Пророку свое имущество. После того, как Мухайрик погиб, Мухаммед передал имущество богослова нуждающимся. Это был первый в истории случай мусульманского вакфа, а Мухаммед стал первым в истории вакифом. 28 сафара — день смерти Пророка Мухаммеда. 27 сафара было выбрано как последний день жизни первого вакифа в истории.
2.	Имам Али в своем вакфнаме (перс. وقف‌نامه‎) (вакфный документ) указал, что вакф не может быть подарен, продан или унаследован. В этом вакфнаме Али совершил вакф своей собственности имаму Хасану Муджтаба. 27 сафара было выбрано как дата смерти Хасана Муджтабы.